# Конформно-евклидова модель
Конформно-евклидова модель или модель Пуанкаре́ — модель пространства Лобачевского.
Существуют разновидности модели — в круге (стереографическая проекция) и на полуплоскости для планиметрии Лобачевского, а также в шаре и в полупространстве — для стереометрии Лобачевского, соответственно.
Конформно-евклидова модель примечательна тем, что в ней углы изображаются обычными углами, то есть эта модель конформна в отличие от проективной модели, в которой определение углов производится гораздо сложнее.

## История
Эта модель была предложена Эудженио Бельтрами, наряду с проективной моделью и моделью псевдосферы.
Метрика в конформно-евклидовой модели приводится также в знаменитой лекции Римана «О гипотезах, лежащих в основании геометрии», но связь с геометрией Лобачевского обнаружена именно Бельтрами.
Впоследствии Анри Пуанкаре обнаружил связи этой модели с задачами теории функций комплексного переменного, что дало одно из первых серьёзных приложений геометрии Лобачевского.

## Модели в круге и в шаре
За плоскость Лобачевского принимается внутренность круга (изображено на иллюстрации) в евклидовом пространстве; граница данного круга (окружность) называется «абсолютом». Роль геодезических прямых выполняют содержащиеся в этом круге дуги окружностей {\displaystyle (a,\;b,\;b')}, перпендикулярных абсолюту, и его диаметры; роль движений — преобразования, получаемые комбинациями инверсий относительно окружностей, дуги которых служат прямыми.
Метрикой {\displaystyle ds} плоскости Лобачевского в Конформно-евклидовой модели в единичном круге является: 
{\displaystyle ds^{2}={\frac {4}{(1-(x^{2}+y^{2}))^{2}}}(dx^{2}+dy^{2}),}
где {\displaystyle x} и {\displaystyle y} — оси абсцисс и ординат, соответственно.
Аналогично, для конформно-евклидовой модели в шаре роль абсолюта выполняет граничная сфера в трёхмерном евклидовом пространстве, а пространством Лобачевского является внутренность шара.

### Расстояния
В комплексных координатах на единичном круге расстояния можно вычислить с помощью следующей формулы:
{\displaystyle \mathop {\rm {th}} [{\tfrac {1}{2}}\cdot d_{h}(z,w)]=\left|{\frac {z-w}{1-z\cdot {\bar {w}}}}\right|.}
Расстояние можно выразить через двойное отношение.
Если на дуге {\displaystyle w_{1}}, {\displaystyle z_{1}} точки расположены в следующем порядке: {\displaystyle w_{1}},  {\displaystyle w}, {\displaystyle z}, {\displaystyle z_{1}} то расстояние между точками {\displaystyle w} и {\displaystyle z}, в геометрии Лобачевского равняется 
{\displaystyle d_{h}(z,w)=\ln \left({\frac {z-w_{1}}{z-z_{1}}}:{\frac {w-w_{1}}{w-z_{1}}}\right)}.

## Модели на полуплоскости и в полупространстве
В модели полуплоскости Пуанкаре за плоскость Лобачевского принимается верхняя полуплоскость. Прямая, ограничивающая полуплоскость (то есть ось абсцисс), называется «абсолютом». Роль прямых выполняют содержащиеся в этой полуплоскости полуокружности с центрами на абсолюте и начинающиеся на абсолюте перпендикулярные ему лучи (то есть вертикальные лучи). Роль движений — преобразования, получаемые композицией конечного числа инверсий с центром на абсолюте и осевых симметрий, оси которых перпендикулярны абсолюту.
Метрика {\displaystyle ds} плоскости Лобачевского в конформно-евклидовой модели в верхней полуплоскости имеет вид: {\displaystyle ds^{2}={\frac {1}{v^{2}}}(du^{2}+dv^{2})}, где {\displaystyle u} и {\displaystyle v} — прямоугольные координаты, соответственно параллельно и перпендикулярно абсолюту.
Соответственно, в конформно-евклидовой модели в полупространстве роль абсолюта выполняет плоскость в трёхмерном евклидовом пространстве, а пространством Лобачевского является лежащее на этой плоскости полупространство.